# Monoblastus favonius
Monoblastus favonius là một loài tò vò trong họ Ichneumonidae.